# Бринжала Олександр Петрович
Олександр Петрович Бринжала (14 листопада 1974, Охтирка — 2 березня 2022, у районі Києва) — український військовий пілот, майор, льотчик 1 класу 40-ї бригади тактичної авіації. Герой України (2 квітня 2022 року, посмертно). Олександр Бринжала один з тих пілотів чий подвиг сприяв створенню легенди про «Привид Києва».

## Життєпис
Олександр Петрович Бринжала родом з міста Охтирка Сумської області.
Навчався в Охтирській середній школі № 5, яку закінчив у 1991 році. Після школи закінчив Харківський національний університет Повітряних сил імені Івана Кожедуба.
Служив у 40-й бригаді тактичної авіації, авіаз'єднання Повітряного командування «Центр» Повітряних сил Збройних сил України. Був льотчиком-винищувачем літака МіГ-29, займав посаду начальника служби безпеки польотів. Брав участь в операціях у зоні Антитерористичної операції та Операції об'єднаних сил. Навчав курсантів.

## Подвиг
У ніч 2 березня 2022 року пара українських МіГ-29, один з яких пілотував Олександр Бринжала, вийшла на перехоплення дванадцяти російських винищувачів біля Києва. Майор Бринжала підбив два ворожі літаки, після чого був збитий і не встиг катапультуватися.

## Нагороди
- Звання «Герой України» з удостоєнням ордена «Золота Зірка» (Указ Президента України № 201/2022 від 2 квітня 2022 року, посмертно) — за особисту мужність і героїзм, виявлені у захисті державного суверенітету та територіальної цілісності України, вірність військовій присязі[4].
- орден Богдана Хмельницького III ступеня (Указ Президента України № 117/2022 від 8 березня 2022 року, посмертно) — за особисту мужність і самовіддані дії, виявлені у захисті державного суверенітету та територіальної цілісності України, вірність військовій присязі[5].

## Пам'ять
6 вересня 2022 року рішенням тринадцятої позачергової сесії Васильківської міської ради VIII скликання, одна з вулиць міста Василькова названа на честь Героя України льотчика Олександра Бринжали.
8 грудня 2022 року Київська міська рада перейменувала вулицю Тешебаєва на вулицю Олександра Бринжали.
У вересні 2023 року в селі Раковичі, Житомирщина, відкрито меморіал героя.